# Kvalifikace na Mistrovství Evropy ve fotbale 1960
Kvalifikace na Mistrovství Evropy ve fotbale 1960 probíhala od září 1958 do května 1960. Zúčastnilo se jí 17 fotbalových reprezentací, které se o čtyři místenky na závěrečném turnaji utkaly vyřazovacím systémem doma – venku.

## Předkolo
| 5. dubna 1959 15:30           |     |                |                                                                            |
| Irsko                         | 2–0 | Československo | Dalymount Park, Dublin diváci: 37,500 rozhodčí: Lucien Van Nuffel (Belgie) |
| Tuohy 22' Cantwell 42' (pen.) |     |                | Dalymount Park, Dublin diváci: 37,500 rozhodčí: Lucien Van Nuffel (Belgie) |

| 10. května 1959 16:00                                   |     |       |                                                                             |
| Československo                                          | 4–0 | Irsko | Tehelné pole, Bratislava diváci: 41,691 rozhodčí: Joseph Barbéran (Francie) |
| Stacho 3' (pen.) Buberník 57' Pavlovič 67' Dolinský 75' |     |       | Tehelné pole, Bratislava diváci: 41,691 rozhodčí: Joseph Barbéran (Francie) |

 Československo vyhrálo v součtu 4:2 a postoupilo do další fáze

## 1. kolo

### Úvodní zápasy
| 28. září 1958 19:00               |     |            |                                                                   |
| Sovětský svaz                     | 3–1 | Maďarsko   | Lužniki, Moskva diváci: 100,572 rozhodčí: Alfred Grill (Rakousko) |
| Iljin 4' Metreveli 20' Ivanov 32' |     | Göröcs 84' | Lužniki, Moskva diváci: 100,572 rozhodčí: Alfred Grill (Rakousko) |

| 1. října 1958 20:30                                           |     |             |                                                                               |
| Francie                                                       | 7–1 | Řecko       | Parc des Princes, Paříž diváci: 37,590 rozhodčí: Gottfried Dienst (Švýcarsko) |
| Kopa 23' Fontaine 25', 85' Cisowski 29', 68' Vincent 61', 87' |     | Yfantis 48' | Parc des Princes, Paříž diváci: 37,590 rozhodčí: Gottfried Dienst (Švýcarsko) |

| 2. listopadu 1958                      |     |         |                                                                                    |
| Rumunsko                               | 3–0 | Turecko | Stadionul Naţional, Bukurešť diváci: 67,200 rozhodčí: Gottfried Dienst (Švýcarsko) |
| Oaida 62' Constantin 77' Dinulescu 81' |     |         | Stadionul Naţional, Bukurešť diváci: 67,200 rozhodčí: Gottfried Dienst (Švýcarsko) |

| 20. května 1959 19:00 |     |          |                                                              |
| Norsko                | 0–1 | Rakousko | Ullevål, Oslo diváci: 27,566 rozhodčí: Werner Bergmann (NDR) |
|                       |     | Hof 32'  | Ullevål, Oslo diváci: 27,566 rozhodčí: Werner Bergmann (NDR) |

| 31. května 1959    |     |           |                                                                      |
| Jugoslávie         | 2–0 | Bulharsko | Stadion JNA, Bělehrad diváci: 23,418 rozhodčí: Mihai Popa (Rumunsko) |
| Galić 1' Tasić 87' |     |           | Stadion JNA, Bělehrad diváci: 23,418 rozhodčí: Mihai Popa (Rumunsko) |

| 21. června 1959 |     |                        |                                                                                           |
| NDR             | 0–2 | Portugalsko            | Walter-Ulbricht-Stadion, Berlín diváci: 25,000 rozhodčí: Alojz Obtulovič (Československo) |
|                 |     | Matateu 12' Coluna 67' | Walter-Ulbricht-Stadion, Berlín diváci: 25,000 rozhodčí: Alojz Obtulovič (Československo) |

| 28. června 1959      |     |                                     |                                                                                          |
| Polsko               | 2–4 | Španělsko                           | Slezský stadion, Chorzów diváci: 71,469 rozhodčí: Ángel Rodríguez Mendizábal (Španělsko) |
| Pol 34' Brychczy 62' |     | Suárez 40', 52' Di Stéfano 41', 56' | Slezský stadion, Chorzów diváci: 71,469 rozhodčí: Ángel Rodríguez Mendizábal (Španělsko) |

| 23. září 1959 19:00     |     |                         |                                                                            |
| Dánsko                  | 2–2 | Československo          | Idrætsparken, Kodaň diváci: 32,000 rozhodčí: Johan Bronkhorst (Nizozemsko) |
| Pedersen 17' Hansen 19' |     | Kačáni 29' Dolinský 42' | Idrætsparken, Kodaň diváci: 32,000 rozhodčí: Johan Bronkhorst (Nizozemsko) |

### Odvety
| 3. prosince 1958 15:00 |     |           |                                                                                          |
| Řecko                  | 1–1 | Francie   | Apostolos Nikolaidis Stadium, Atény diváci: 18,833 rozhodčí: Vincenzo Orlandini (Itálie) |
| Marche 85' (vl.)       |     | Bruey 71' | Apostolos Nikolaidis Stadium, Atény diváci: 18,833 rozhodčí: Vincenzo Orlandini (Itálie) |

 Francie vyhrála celkově 8:2 a postoupila do čtvrtfinále.
| 26. dubna 1959                  |     |          |                                                                                        |
| Turecko                         | 2–0 | Rumunsko | Beşiktaş İnönü Stadı, Istanbul diváci: 23,567 rozhodčí: Borge Nedelkovski (Jugoslávie) |
| Küçükandonyadis 13' (pen.), 54' |     |          | Beşiktaş İnönü Stadı, Istanbul diváci: 23,567 rozhodčí: Borge Nedelkovski (Jugoslávie) |

 Rumunsko vyhrálo celkově 3:2 a postoupilo do čtvrtfinále.
| 28. června 1959           |     |                    |                                                                                      |
| Portugalsko               | 3–2 | NDR                | Estádio das Antas, Porto diváci: 19,124 rozhodčí: Juan Garay Gardeazábal (Španělsko) |
| Coluna 45', 62' Cavém 68' |     | Vogt 47' Kohle 72' | Estádio das Antas, Porto diváci: 19,124 rozhodčí: Juan Garay Gardeazábal (Španělsko) |

 Portugalsko vyhrálo celkově 5:2 a postoupilo do čtvrtfinále.
| 23. září 1959 19:00                           |     |                   |                                                                             |
| Rakousko                                      | 5–2 | Norsko            | Praterstadion, Vídeň diváci: 34,989 rozhodčí: Dimosthemis Stathatos (Řecko) |
| Hof 2', 25' (pen.) Nemec 21', 73' Skerlan 60' |     | Ødegaard 19', 35' | Praterstadion, Vídeň diváci: 34,989 rozhodčí: Dimosthemis Stathatos (Řecko) |

 Rakousko vyhrálo celkově 6:2 a postoupilo do čtvrtfinále.
| 27. září 1959 15:30 |     |               |                                                                    |
| Maďarsko            | 0–1 | Sovětský svaz | Népstadion, Budapešť diváci: 78,481 rozhodčí: Jozef Kowal (Polsko) |
|                     |     | Vojnov 58'    | Népstadion, Budapešť diváci: 78,481 rozhodčí: Jozef Kowal (Polsko) |

 Sovětský svaz vyhrál celkově 4:1 a postoupil do čtvrtfinále.
| 14. října 1959                       |     |        |                                                                                    |
| Španělsko                            | 3–0 | Polsko | Estadio Santiago Bernabéu, Madrid diváci: 62,070 rozhodčí: Karoly Balla (Maďarsko) |
| Di Stéfano 30' Gensana 69' Gento 85' |     |        | Estadio Santiago Bernabéu, Madrid diváci: 62,070 rozhodčí: Karoly Balla (Maďarsko) |

 Španělsko vyhrálo celkově 7:2 a postoupilo do čtvrtfinále.
| 18. října 1959 14:15                            |     |            |                                                                                |
| Československo                                  | 5–1 | Dánsko     | Stadion TJ Spartak KPS Brno, Brno diváci: 31,217 rozhodčí: Helmut Köhler (NSR) |
| Buberník 39', 56' Scherer 47', 86' Dolinský 63' |     | Kramer 33' | Stadion TJ Spartak KPS Brno, Brno diváci: 31,217 rozhodčí: Helmut Köhler (NSR) |

 Československo vyhrálo celkově 7:3 a postoupilo do čtvrtfinále.
| 25. října 1959 |     |            |                                                                                |
| Bulharsko      | 1–1 | Jugoslávie | Stadion Vasila Levského, Sofie diváci: 27,560 rozhodčí: Kurt Tschenscher (NSR) |
| Diev 55'       |     | Mujić 57'  | Stadion Vasila Levského, Sofie diváci: 27,560 rozhodčí: Kurt Tschenscher (NSR) |

 Jugoslávie zvítězila celkově 3:1 a postoupila do čtvrtfinále.

## Čtvrtfinále
Španělsko na přímý popud diktátora Franka nesmělo nastoupit proti výběru komunistického SSSR, a tak  Sovětský svaz postoupil na závěrečný turnaj bez boje.

### Úvodní zápasy
| 13. prosince 1959 14:30                |     |                       |                                                                                                 |
| Francie                                | 5–2 | Rakousko              | Stade Olympique de Colombes, Colombes diváci: 43,775 rozhodčí: Manuel Martín Asensi (Španělsko) |
| Fontaine 6', 18', 70' Vincent 38', 82' |     | Horak 40' Pichler 65' | Stade Olympique de Colombes, Colombes diváci: 43,775 rozhodčí: Manuel Martín Asensi (Španělsko) |

| 8. května 1960          |     |            |                                                                             |
| Portugalsko             | 2–1 | Jugoslávie | Estádio Nacional, Oeiras diváci: 39,978 rozhodčí: Joseph Barbéran (Francie) |
| Santana 30' Matateu 70' |     | Kostić 81' | Estádio Nacional, Oeiras diváci: 39,978 rozhodčí: Joseph Barbéran (Francie) |

| 22. května 1960 15:00 |     |                        |                                                                                |
| Rumunsko              | 0–2 | Československo         | Stadionul 23 August, Bukurešť diváci: 61,306 rozhodčí: Andor Dorogi (Maďarsko) |
|                       |     | Masopust 8' Bubník 45' | Stadionul 23 August, Bukurešť diváci: 61,306 rozhodčí: Andor Dorogi (Maďarsko) |

### Odvety
| 27. března 1960 15:00 |     |                                                 |                                                                  |
| Rakousko              | 2–4 | Francie                                         | Praterstadion, Vídeň diváci: 39,229 rozhodčí: Leo Helge (Dánsko) |
| Nemec 26' Probst 64'  |     | Marcel 46' Rahis 59' Heutte 77' Kopa 83' (pen.) | Praterstadion, Vídeň diváci: 39,229 rozhodčí: Leo Helge (Dánsko) |

 Francie vyhrála celkově 9:4 a postoupila na závěrečný turnaj.
| 22. května 1960                                    |     |             |                                                                        |
| Jugoslávie                                         | 5–1 | Portugalsko | Stadion JNA, Bělehrad diváci: 43,000 rozhodčí: Alfred Stoll (Rakousko) |
| Šekularac 8' Čebinac 45' Kostić 50', 88' Galić 79' |     | Cavém 29'   | Stadion JNA, Bělehrad diváci: 43,000 rozhodčí: Alfred Stoll (Rakousko) |

 Jugoslávie vyhrála celkově 6:3 a postoupila na závěrečný turnaj.
| 29. května 1960 16:30       |     |          |                                                                           |
| Československo              | 3–0 | Rumunsko | Tehelné pole, Bratislava diváci: 31,057 rozhodčí: Leif Gulliksen (Norsko) |
| Buberník 1', 15' Bubník 18' |     |          | Tehelné pole, Bratislava diváci: 31,057 rozhodčí: Leif Gulliksen (Norsko) |

 Československo vyhrálo celkově 5:0 a postoupilo na závěrečný turnaj.